# Demande à la poussière (film)
 (novembre 2022).
Si vous disposez d'ouvrages ou d'articles de référence ou si vous connaissez des sites web de qualité traitant du thème abordé ici, merci de compléter l'article en donnant les références utiles à sa vérifiabilité et en les liant à la section « Notes et références ».
Pour les articles homonymes, voir Demande à la poussière (homonymie).
Pour plus de détails, voir Fiche technique et Distribution.
Demande à la poussière (Ask the Dust) est un film en coproduction américano-germanico-sud africaine de Robert Towne, sorti en 2006, tiré du roman Demande à la poussière de John Fante.

## Synopsis
Durant la grande Dépression, en Californie, Camilla est une serveuse mexicaine qui aspire à s'élever dans la société, pour cela elle voudrait se marier à un riche Américain. Mais elle va rencontrer Arturo Bandini, un écrivain.

## Fiche technique
- Titre original : Ask the Dust
- Titre français : Demande à la poussière
- Réalisation : Robert Towne
- Scénario : Robert Towne, d'après le roman "Demande à la poussière" (Ask the Dust) de John Fante
- Direction artistique : Dennis Gassner
- Photographie : Caleb Deschanel
- Montage : Robert K. Lambert
- Musique : Ramin Djawadi, Heitor Pereira
- Production : Tom Cruise, Paula Wagner, Don Granger, Jonas McCord
- Sociétés de production : 
  -  Cruise/Wagner Productions
  -  VIP Medienfonds 3
  -  Ascendant
- Sociétés de distribution : Paramount Classics, Capitol Films
- Pays d’origine :  États-Unis,  Allemagne,  Afrique du Sud
- Langue originale : anglais
- Format : couleur — 35 mm — 1,85:1 —  son Dolby numérique
- Genre : drame
- Durée : 117 minutes
- Dates de sortie : 
  -  États-Unis : 10 mars 2006 (premières à New York et Los Angeles)
  -  France : 30 août 2006

## Distribution
- Colin Farrell (VF : Boris Rehlinger) : Arturo Bandini
- Salma Hayek (VF : Marion Domingo) : Camilla Lopez
- Donald Sutherland (VF : Bernard Tiphaine) : Hellfrick
- Eileen Atkins : Mme Hargraves
- Idina Menzel (VF : Juliette Degenne) : Vera Rivkin
- Justin Kirk (VF : Serge Faliu) : Sammy
- Dion Basco : Patricio
- Jeremy Crutchley : Solomon
- William Mapother : Bill
- Tamara Craig Thomas : Sally